# Geoica indica
Geoica indica är en insektsart. Geoica indica ingår i släktet Geoica och familjen långrörsbladlöss. Inga underarter finns listade i Catalogue of Life.